# Trichorhina triocellata
Trichorhina triocellata är en kräftdjursart som beskrevs av Franco Ferrara och Stefano Taiti 1985A. Trichorhina triocellata ingår i släktet Trichorhina och familjen myrbogråsuggor. Inga underarter finns listade i Catalogue of Life.